# صفورا عليزاده
صفورا علیزاده (بالأذرية: Safura Əlizadə؛ ولدت في 20 سبتمبر 1992، في باكو) هي مغنية بوب وعازفة سكسفون آذربيجانية. شاركت في مسابقة يوروفيجن للأغاني بمدينة أوسلو النرويجية سنة 2010 ممثلة بلادها، شاركت بأغنية "Drip Drop". في المسابقة، وصلت للمرحلة النهائية وحصلت على المركز الخامس بمجموع 145 من النقاط، خلف ألمانيا، وتركيا، ورومانيا، والدانمارك. في يونيو 2010 أطلقت ألبومها الأول باسم "It's My War" بالتعاون مع مجموعة من المنتجين السويديين والأوكرانيين.

## روابط خارجية
- صفورا عليزاده على موقع ميوزك برينز (الإنجليزية)
- صفورا عليزاده على موقع ديسكوغز (الإنجليزية)